# Joe Comito
Joe Comito (* 20. März 1981 in Harvey, Western Australia) ist ein australischer Dartspieler. Sein Spitzname lautet The Waterboy.

## Karriere
Comito begann im Alter von 21 Jahren mit dem Dartspielen, nachdem sein Vater ihn zum Spielen eingeladen hatte. 2005 gewann er das Australian Masters Men. Beim Australian Grand Masters Men stand er gegen Simon Whitlock im Finale, was er aber verlor. 2022 sowie 2023 gewann er das Bunbury Classic Men. Mitte März 2023 gewann Comito sein erstes Event auf der DPA Pro Tour; im Juli 2023 warf er im Event 18 einen 9-Darter.
Als Erstplatzierter der DPA Pro Tour 2024 qualifizierte er sich Mitte September für die PDC World Darts Championship 2025. Mit seinem Spiel gegen Thibault Tricole eröffnete er die Weltmeisterschaft, unterlag dem Franzosen jedoch mit 1:3.

## Weltmeisterschaftsresultate

### PDC
- 2025: 1. Runde (1:3-Niederlage gegen  Thibault Tricole)

## Titel

### WDF
- Silber-Turniere:
  - Bunbury Classic: (2) 2022, 2023